# David Empringham
David Empringham (Toronto, 28 de dezembro de 1963) é um ex-automobilista canadense.

## Carreira
Empringham iniciou a carreira no automobilismo em 1987, aos 23 anos de idade, na Fórmula 2000. Em 1990 disputou a Porsche Turbo Cup, voltando aos monopostos um ano depois, na Fórmula Atlantic, pela qual foi bicampeão (1993 e 1994).
Após mais um ano na Atlantic, mudou-se para a Indy Lights, onde pilotaria um Lola-Buick da equipe Forsythe, vencendo logo na estreia, em Homestead. Com 3 vitórias e 148 pontos na classificação, Empringham tornou-se, aos 33 anos, um dos mais velhos campeões da categoria de acesso à CART. Ele, no entanto, optou em seguir por mais uma temporada na Lights, mas não repetiu o desempenho de 1996 e ficou na quarta posição, com 107 pontos e uma vitória, novamente em Homestead. Após obter orçamento para um segundo carro, a Forsythe ficou em dúvida sobre quem seria o companheiro de Greg Moore, escolhendo Patrick Carpentier para a vaga.
Desde então, passou a dedicar às provas de turismo e protótipos, vencendo a Grand-Am Cup em 2005 e a IMSA Sports Car Challenge em 2012, pela equipe BGB Motorsports (esta aos 48 anos), ambas pela categoria Grand Sport. Empringham aposentou-se em 2014.